# 北野望
北野望（日语：北野のぞみ，1993年4月4日—），日本前AV女優。所屬事務所是ARMプロモーション。

## 簡歷
出身於北海道。2014年[12月以PRESTIGE的專屬女優身分出道。興趣是旅行，擅長製作糖果。
2016年10月販售最後的作品，2018年3月後長期休息。
第5部作品「いっぱいコスって萌えていこう」在DMM R-18的收藏數達成24000，創造專屬單體在PRESTIGE的紀錄。
2019年10月，香港的媒體『東方日報』稱為「惜しまれて引退したAV女優五傑」。

## 人物
擅長的科目是數學。

## 外部連結
- 北野望的X（前Twitter）（2014年11月29日 - ）[]
- 専属女優 北野 のぞみ の動画・画像・作品最新情報【公式】 （页面存档备份，存于）
- 北野のぞみ - X CITY AV女優圖鑑